# Aldo Spoldi (artista)
Aldo Spoldi (Crema, 28 gennaio 1950) è un artista e scrittore italiano. È membro del Collège de 'Pataphysique in qualità di Anacoreta del linguaggio. È fondatore della Banca di Oklahoma e dell'Accademia dello Scivolo. Durante gli anni ottanta partecipa ai movimenti Magico Primario e ai Nuovi-nuovi, è annoverato nella Transavanguardia Internazionale. Filo conduttore delle sue opere è la costruzione giocosa.

## Biografia
Aldo Spoldi nasce a Crema il 28 gennaio 1950.
Compie gli studi liceali a Milano dove, nel 1968, fonda la Banda del Marameo con la quale inscenerà una serie di happening. La casa editrice Trieb, fondata due anni dopo, ha come obiettivo la pubblicazione e la divulgazione delle teorie della banda e nel 1971 genera i personaggi virtuali di prima generazione tra i quali Patrizia Gillo.
Durante gli studi successivi presso l'Accademia di Belle Arti di Brera nell'aula di Alik Cavaliere, da vita al libro-tesi, Teatro di Oklahoma che ironizza con il nascente sistema dell'arte.
In questo periodo incontra Luciano Inga Pin, nella cui Galleria Diagramma terrà nel 1977 insieme a Elio Fiorucci e al fotografo Giorgio Colombo la mostra Teatro di Oklahoma: Whisky Quiz, una serie di fotografie disposte in modo da mettere in evidenza le similitudini e le differenze tra corpo e natura morta e l'anno successivo la mostra personale La commedia degli equivoci, una serie di disegni a graffite su cartoncino, che si contrappongono all'arte concettuale. Tre studi per la Commedia degli equivoci sono custoditi presso il Centro d'arte moderna e contemporanea di La Spezia.
In quegli anni conosce Giorgio Marconi con cui avrà lunghissima collaborazione.
Nel 1980 espone La Biblioteca Universale alla XI Biennale di Parigi.
In questo periodo è coinvolto in alcuni dei principali movimenti artistici italiani: Magico Primario, Nuovi-nuovi e nella Transavanguardia Internazionale da Achille Bonito Oliva.
Partecipa alla XL Biennale di Venezia con il ciclo pittorico Le avventure di Gordon Pym. Con tali lavori entrano in scena gli strumenti della pittura come protagonisti

La pittura di questo periodo è stilisticamente riportata in primo piano come nei disegni degli infantie la narrazione è discontinua, in quanto solo alcuni elementi dei puzzle sono presenti. Le teorie-manifesti dei lavori pittorici vengono pubblicati nella raccolta Oh Bella Ciao! nel 1986. La scrittura si pone come "autonoma e parallela" alla pittura, "perciò complementare".
Dal 1985 al 1987 lavora sull'opera lirica Enrico il Verde
Durante questo periodo il suo lavoro artistico si allontana dalla pittura dei Nuovi-nuovi, di Magico Primario e della Transavanguardia e riaffiora il legame con le avanguardie.
Diventa poi assistente di Luciano Fabro presso l'Accademia di Belle Arti di Brera, dove in seguito diverrà docente.. Sempre a Brera, nel 1988, trasforma il Teatro di Oklahoma in Banca di Oklahoma.
Lo scopo della Banca di Oklahoma è produrre denaro ed emetterlo, il Brunello, con una propria quotazione indipendente. Ha una natura metaforica, e pertanto comica.
Il concetto societario, mettendo in crisi il soggetto, tenta il superamento della morte dell'arte teorizzata da Argan, dal momento che l'attività diventa un lavoro. 
Durante il 1996 la Banca di Oklahoma, dopo il bando d'un concorso indirizzato agli studenti di Brera, dà forma al progetto didattico Cristina Show &co. e con gli studenti produce i personaggi virtuali di seconda generazione tra cui Andrea Bortolon. A settembre dello stesso anno partecipa alla XII Quadriennale di Roma con l'opera Buongiorno Signor Spoldi.  La mostra, intitolata Ultime generazioni, ha come obiettivo captare la vivacità del panorama dei giovani artisti che hanno iniziato a esporre dopo il 1977 nelle aree che gravitano intorno a Milano.
Nel 2007 fonda l'Accademia dello Scivolo, associazione con sede nel suo studio, finanziata con interessi maturati dall’acquisto di titoli di borsa di materie prime (ETC ed ETF su acqua e boschi) e della quale i personaggi virtuali di prima e seconda generazione costituiscono il comitato scientifico. L'associazione nasce dal bisogno di generare un nuovo mondo, più concreto e differente da quello che portò, a seguito della speculazione finanziaria, alla crisi dei subprime e alla conseguente recessione mondiale.
Nel 2018 viene ideata, e presentata durante il finissage della mostra La Storia del Mondo, tenuta presso la Fondazione Marconi, la Collana dell'Accademia dello Scivolo, progettata e curata da Loredana Parmesani e Patrizia Gillo e pubblicata dalla casa editrice Postmediabooks.
Vive e lavora a Crema.

## Opere

### Testi
- AA.VV., Teatro di Oklahoma, Trieb, 1975, SBN RMS1740437.
- Aldo Spoldi, Oh bella ciao!, prefazione di Filiberto Menna, Milano, Studio Marconi, 1986, SBN LO10827418.
- AA. VV., Enrico il Verde (catalogo mostra), Milano, Comune di Milano, 1987, SBN CFI0042128 ; IT\ICCU\LO1\0855117.

#### Personaggi virtuali
- Aldo Spoldi, Lezioni di educazione estetica. Manuale per divenire artisti., saggio introduttivo di Gillo Dorfles, prefazione di Emilio Tadini, Milano, Skira, 1999, ISBN 9788881186358.
- Aldo Spoldi, Cristina Show. Frammenti di vita, Milano, Skira, 2001, ISBN 9788884911155.
- Aldo Spoldi; Andrea Bortolon, Lezioni di filosofia morale. L'arte di diventare diavoli, Milano, Skira, 2003, ISBN 9788884917256.
- Aldo Spoldi, Operette morali, a cura di Sandro Parmiggiani, Skira, 2003, ISBN 9788884916952.
- Angelo Spettacoli (Gualtiero Marchesi, Nicola Salvatore e Aldo Spoldi), Il bello è il buono. Filosofia, tecnica e cucina delle belle arti, a cura di Loredana Parmesani, Milano, Skira, 2009, ISBN 9788857202686.
- Andrea Bortolon, Un dio non può farsi male. La società consommé., Treviso, Mousse Publishing, 2011, ISBN 9788896501368.

#### Collana Accademia dello Scivolo
- AA.VV., I giornalini dell'Accademia dello Scivolo, a cura di Loredana Parmesani e Patrizia Gillo, Milano, Postmedia Books, 2018, ISBN 9788874902194.
- AA.VV., La casa editrice Trieb. Accademia di Belle Arti di Brera 1970-1978, a cura di Loredana Parmesani e Patrizia Gillo, Milano, Postmedia Books, 2019, ISBN 9788874902484.
- AA.VV., La Banda del Marameo, a cura di Loredana Parmesani e Patrizia Gillo, Milano, Postmedia Books, 2019, ISBN 9788874902019. URL consultato il 7 aprile 2021.
- AA.VV., Teatro di Oklahoma, a cura di Loredana Parmesani e Patrizia Gillo, Milano, Postmedia Books, 2020, ISBN 9788874902736.
- AA.VV., La banca di Oklahoma, a cura di Loredana Parmesani e Patrizia Gillo, Milano, Postmedia Books, 2021, ISBN 9788874903092.

## Opere nei musei
- Museo Civico di Crema e del Cremasco[51]

- La bottega del caffè, 1982,[52], Il mondo di carta, 1980,[53] Il circolo Pickwick, 1978,[54] Museo del Novecento, Milano.

- Commedia pittorica, 1982, Fattoria di Celle, Collezione Gori, Santomato di Pistoia[55]

- Le avventure di Gordon Pym, 1982, Les Abattoirs, Tolosa[56]

- Senza titolo, 1983, Museo arte Gallarate[57]

- La passeggiata di uno scettico, 1984, Centro studi e archivio della comunicazione[58]

- Studio per Enrico il Verde, 1985, Galleria civica di Modena[59]

- Il Piede (Enrico il Verde), Museo della Cooperativa Ceramica d'Imola G. Bucci

- La guerra dei bottoni, 1989, Centro studi e archivio della comunicazione[60]

- Capitan Fracassa, 1989, Centro per l'arte contemporanea Luigi Pecci, Prato[61]

- Barone Rosso GT, 1992, Fondazione Arnaldo Pomodoro, Milano

- Il cerimoniale della violenza risolve in sé il suo opposto, la Liturgia dell'amore, Trieb 1975;Iscrizione alla camera di commercio, 1990; Marchio Banca di Oklahoma 1993, serigrafia su metallo; Mountainbike,1993; Bicicletta da corsa,1993, Groninger Museum, Groninga[62][63]

- Cristina Karanovic-Show&co., Fondazione Ambrosetti Arte Contemporanea, Palazzolo sull'Oglio

- La scalata al Castello di Rivara, 2016, Castello di Rivara